# Hersteld Hervormde kerk (Sprang-Capelle)
De Hersteld Hervormde kerk is een protestants kerkgebouw in de plaats Sprang-Capelle in de Nederlandse gemeente Waalwijk. De kerk is gelegen aan de Raadhuisstraat 116.

## Geschiedenis
De hervormden die het niet eens waren met de kerkenfusie van 2004 stichtten een eigen kerkgemeente, die in januari 2005 een eerste kerkdienst hield in het kerkelijk centrum De Wijngaard. Men kocht vervolgens een boerderij die verbouwd werd tot kerk en in 2007 in gebruik werd genomen. Hier was plaats voor 300 gelovigen. 

## Gebouw
In het verlengde van de kerk ligt een tot pastorie omgebouwd woonhuis. De kerkruimte onder zadeldak is voorzien van een dakruiter met uurwerk. De kerk heeft rondbogige vensters.